# Isabelita la Miracielos
Isabelita la Miracielos es una obra de teatro de Ricardo López Aranda, estrenada en 1978.

## Argumento
A través de la historia de Isabelita (apodada la Miracielos), la tonta del pueblo, el autor reflexiona sobre como los poderosos son capaces de cualquier cosa por conservar sus privilegios incluso pisotear a los más indefensos e inocentes .

## Estreno
- Teatro Barceló, Madrid, 3 de noviembre de 1978.
  - Dirección: Victor Andrés Catena.
  - Escenografía: Javier Artiñano.
  - Intérpretes: Vicente Parra (Miguel), Amparo Baró (Isabelita), Terele Pavez (Petra), Pilar Muñoz (Doña Concha), Asunción Sancho (Esther), Mary Carmen Duque (Sofi). La actriz Amparo Baró obtuvo el premio Miguel Mihura por su interpretanción en esta obra.[1]